# Gilbert Licudi
Gilbert Licudi es un barrister y parlamentario de Gibraltar, miembro del Partido Socialista Laborista de Gibraltar (GSLP). Está casado y tiene dos hijos.

## Biografía
Licudi estudió en la Bayside Comprehensive School, donde fue contemporáneo de Peter Montegriffo y Dominique Searle. Pero dejó la escuela a los 17 años y comenzó a trabajar para Blands y GB Airways. Después de casarse, se trasladó en 1979 con su esposa a Inglaterra, donde trabajó para la aerolínea rusa Aeroflot en Heathrow.
En 1981 Licudi y esposa regresaron a Gibraltar, donde  fue contratado por el Castle Marketing Group, de Joe Holliday. En este momento también se afilió al GSLP, y después de las elecciones de 1984 fue invitado a incorporarse a la ejecutiva del partido. En esta época también comenzó a escribir una columna semanal en "The People".
A los 28 años era miembro de la ejecutiva del partido cuando decidió alejarse de Gibraltar y estudiar derecho en Chelmsford, East Anglia. Concluyó sus estudios en Londres, en la Inns of Court Law School y fue admitido como barrister en 1992, en Londres y en Gibraltar.
Licudi ha  hecho carrera en la firma de abogados Hassans International Law Firm donde trabajó con Peter Montegriffo. En este momento, volvió a la política, dispuesto a llevar su experiencia de resolución de conflictos en favor de los cambios políticos que creía necesarios acerca de Gibraltar.
En 2007, Licudi se presentó como candidato del GSLP en las elecciones generales. Fue nombrado ministro en la sombra para el Empleo, Tráfico, Juventud y Deporte. En abril de 2011, cuando Fabian Picardo se convirtió en líder del GSLP (y de la oposición), Licudi fue nombrado ministro de Educación, Servicios Financieros y Transporte, y las áreas de Juventud y Deportes fueron transferidas a Steven Linares.
Con la victoria del GSLP en las elecciones generales de 2011, Licudi fue nombrado ministro de Educación, Servicios Financieros, Juego, Telecomunicaciones y Justicia.